# Pier Maria Pennacchi
Pour les articles homonymes, voir Pennacchi.
Pier Maria Pennacchi (Trévise, 1464 - Trévise, avant 1515) est un peintre italien de la Renaissance qui a été principalement actif à Trévise et à Venise et classé dans l'école de Bologne.

## Biographie
Pier Maria Pennacchi est noté avoir travaillé aux fresques de la Vie du Christ d'une chapelle de la cathédrale de Trévise.
À Venise, on lui attribue le plafond de l'église Santa Maria dei Miracoli comme les fresques de l'Annonciation de l'Église San Francesco della Vigna et une Madone dans la sacristie de la basilique Santa Maria della Salute de Venise.
Il a eu comme élève Girolamo da Treviso.

## Œuvres
- 50 bustes de prophètes et patriarches, à l'église Santa Maria dei Miracoli de Venise, avec Vincenzo Dalle Destre, Lattanzio da Rimini, Domenico Capriolo et son frère Gerolamo Pennacchi.
- Sainte famille avec Jean-Baptiste enfant (1485)

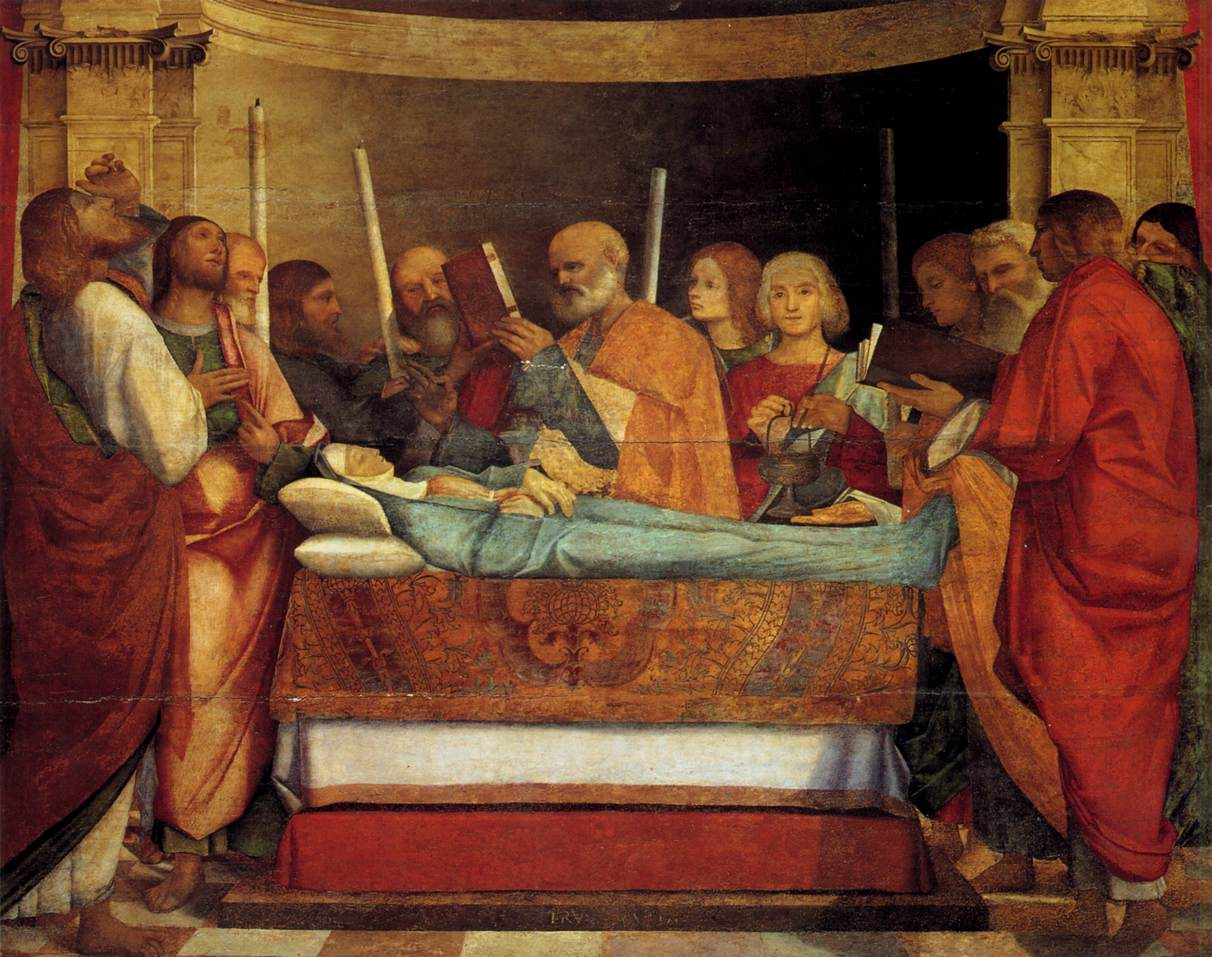
Dormition de la Vierge

- Repos pendant la fuite en Égypte

## Sources
- (en) Cet article est partiellement ou en totalité issu de l’article de Wikipédia en anglais intitulé « Pier Maria Pennacchi » (voir la liste des auteurs).